# Forschungsstation Ramfjordheide

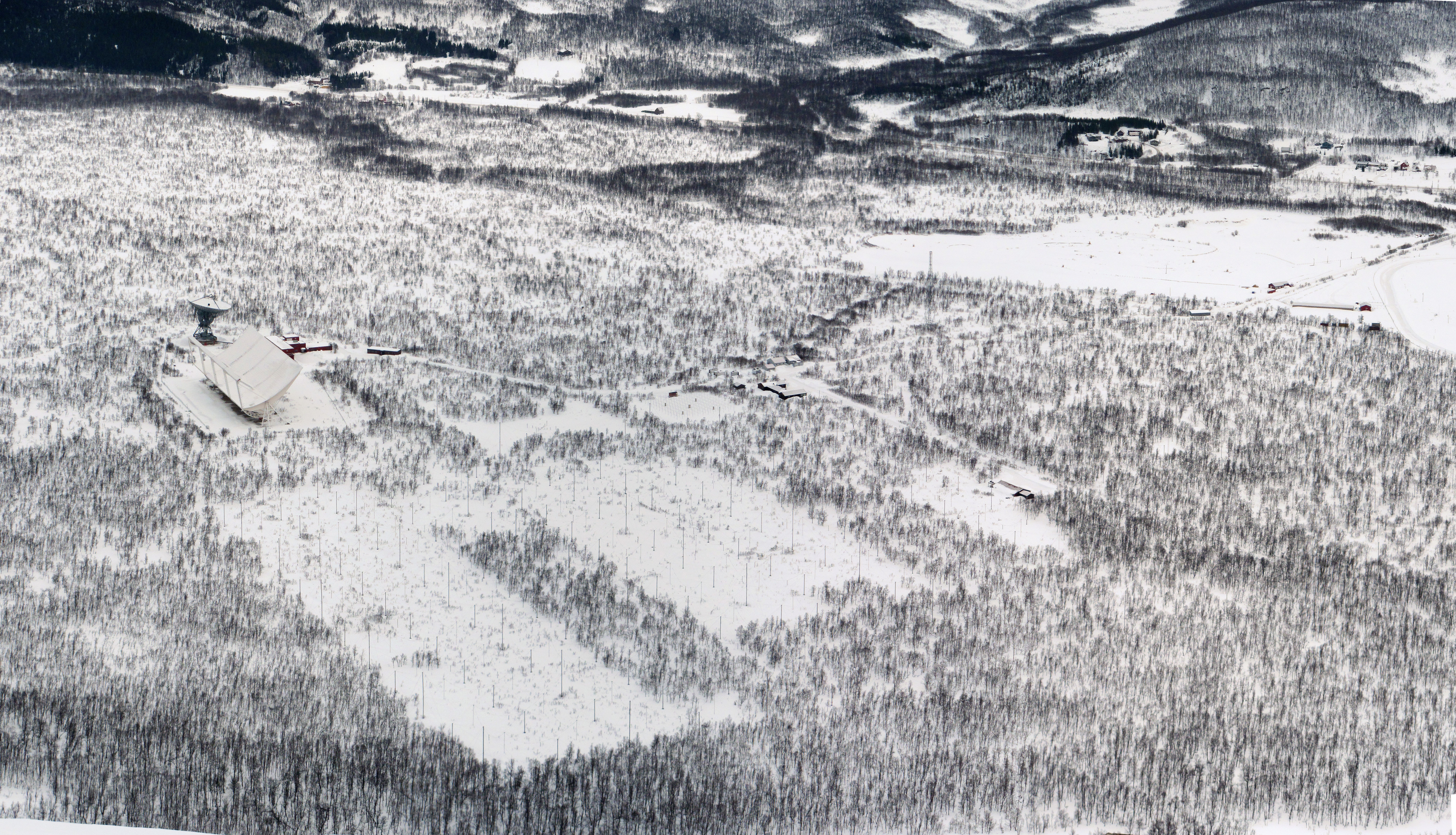
Blick von Nordwesten auf das Gelände

Die Forschungsstation Ramfjordheide (norwegisch Ramfjordmoen forskningsstasjon) wird von der Universität Tromsø auf der Ramfjordheide (Ramfjordmoen) betrieben. Sie befindet sich etwa 20 Kilometer außerhalb von Tromsø in der norwegischen Provinz Troms am Ramfjord in der Nähe der gleichnamigen (tettsted) Ortschaft Ramfjord.
Auf dem Gelände gibt es eine Reihe von Instrumenten, um die oberen Schichten der Atmosphäre, unter anderem auch die Nordlichter, zu beobachten. Die Instrumente gehören teilweise der Universität und teilweise anderen Forschungsinstitutionen. Die auffälligsten Anlagen sind zwei Radar-Anlagen (Dezimeterwelle und Ultrakurzwelle) der internationalen Forschungsorganisation European Incoherent Scatter Scientific Association (EISCAT). Sie betreibt hier weiterhin einen Ionosphärenheizer und eine Ionosonde.
Außerdem befinden sich hier eine LiDAR-Anlage, ein Meteor-Radar, ein Mittelwellen-Radar, die Radaranlage „MORRO“, eine weitere Ionosonde (Modell „Digisonde DPS-4“) und optische Messinstrumente (Photometer, Spektrometer, Kameras).

## EISCAT-Radars
Die inkohärenten Streuradare senden stark gerichtete Radar-Impulse zur Untersuchung der Hochatmosphäre aus.
Eine im Mai 1985 in Betrieb genommene Ultrakurzwellenanlage sendet über vier Parabolrinnen-Antennen von jeweils 30 auf 40 Metern Seitenlänge auf Frequenzen um 224 MHz mit einer Spitzenleistung bis zu 3 Megawatt.
Eine Dezimeterwellenanlage sendet seit August 1981 über eine Parabolschüssel von 32 Metern Durchmesser auf Frequenzen um 930 MHz mit 2 Megawatt Spitzenleistung. Zu dieser befinden sich bei Kiruna und Sodankylä (Finnland) weitere Empfangsstationen, wodurch aus beobachtetem Ionenfluss auch Informationen über elektrische Felder in der Ionosphäre erschlossen werden können.

### Ionosonde
Die Ionosonde dient hauptsächlich als Diagnoseinstrument in Verbindung mit dem Heizer. Sie wird jedoch unter anderem auch zur Kalibrierung der Streuradare genutzt, kann über die verteilten Empfangsantennen zweidimensionale Darstellungen von totalreflektierten Echos erschließen und über teilreflektierte Echos auch die Mesosphäre untersuchen.
Die betriebene Ionosonde hat einen Sender mit einer Spitzenleistung von 10 kW. Dem stehen zwei Empfänger mit sechs quadratisch angeordneten Dipolantennen gegenüber, von denen zwei für die Möglichkeit der Eliminierung von Alias-Effekten innerhalb des Quadrates installiert sind. Es werden Signal-Rausch-Abstände von 30 bis 40 dB erreicht. Für besondere Anwendungen können auch die Antennenfelder des Heizers genutzt werden.
Das Instrument ist ein von der US-amerikanischen National Oceanic and Atmospheric Administration (NOAA) gebautes Modell namens Dynasonde. Es wurde vom damaligen Max-Planck-Institut für Aeronomie installiert und 1980 in Betrieb genommen. Im Juli 1984 wurden die Empfangsantennen durch leistungsfähigere ersetzt. Vom MPI übernahm es die EISCAT-Vereinigung im Jahr 1993. Seither wird es mit einer Software namens FAIS von dem British Antarctic Survey (BAS) betrieben und werden die Messdaten in Echtzeit öffentlich im Web zugänglich gemacht. 2002 wurde das Echtzeit-Analysesystem DSND installiert. Mit USAF SBIR wird ein Prototyp eines Nachfolgeinstrumentes („Dynasonde-21“) entwickelt.

## Ionosphärenheizer
Der Ionosphärenheizer der EISCAT kann auf Frequenzen zwischen 3,85 und 8 MHz senden, von denen 9 zugewiesene Bänder genutzt werden dürfen. Er besteht aus 12 Sendern mit jeweils 100 Kilowatt, die über eines von drei statischen Antennenfeldern einen mittels Phasenverschiebungen bis zu etwa 30° geneigten Strahl mit einer Streuung von etwa 14° (bis sich die Flussdichte halbiert) erzeugen können. Es stehen drei Antennenfelder mit Kreuzdipol-Antennen unterschiedlicher Größe für zweierlei Frequenzbereiche zur Verfügung: Es gibt zwei Felder mit je 6 auf 6 Antennen und einem Gesamtgewinn von je 23 dBi für die Bereich von 3,8 bis 5,7 sowie von 5,3 bis 8 MHz. Ein ähnliches drittes Feld wurde in den Jahren 1989 und 1990 aus- und umgebaut, um mit der nunmehr vervierfachten Antennenzahl (12×12) und einem Gewinn von 30 dBi statt vorher zwischen 2,75 und 4 nun auch im Bereich zwischen 5,3 und 8 MHz zu senden (der „super heater“, bis zu 1.300 Megawatt ERP). Die Anlage wurde vom Max-Planck-Institut für Aeronomie in Zusammenarbeit mit der Universität Tromsoe konstruiert und nahm 1980 ihren regulären Betrieb auf. Sie wurde zu Anfang 1993 von der EISCAT übernommen.

## Instrumente der Universität
Die physikalisch-technischen Fakultät der Universität Tromsø betreibt hier ein weiteres Radar namens „MORRO“ zur Untersuchung von Meso-, Strato- und Troposphäre. Es sendet über ein 50×50-Meter-Feld von Yagi-Antennen mit einer Spitzenleistung von 90 Kilowatt auf einer Frequenz von 56 MHz.
Im Oktober 2011 ging eine neue LiDAR-Anlage zur Untersuchung von Natrium in Mesosphäre und unterer Thermosphäre in Betrieb, die unter anderem Temperaturmessungen durchführen kann.